# Vitesse (groupe)
Pour les articles homonymes, voir Vitesse (homonymie).
Vitesse est un groupe néerlandais de rock, actif entre 1975 et 1994. Le batteur et chanteur Herman van Boeyen est la force motrice du groupe. Les autres rôles au sein du groupe étaient tenus par une grande variété d'artistes. Au début des années 1980, le groupe a une série de singles à succès comme Rosalyn, Good Lookin’, Whole Lot of Travellin’, et Vanity Island. 

## Histoire
Dans les années 1960 et au début des années 1970, Herman van Boeyen joue dans un grand nombre de groupes néerlandais, dont Tee Set, Livin' Blues et Supersister. C'est dans le groupe Red, White and Blue qu'il fait la connaissance du pianiste Herman Brood (chant et piano, anciennement Cuby + Blizzards). Après avoir quitté ce groupe, van Boeyen forme son propre groupe Vitesse en 1975. Herman Brood en devient un membre permanent peu de temps après. Ils étaient soutenus par Rob ten Bokum (guitare) et Peter Smid (basse). Au cours de la première année, de nombreux guitaristes quittent le groupe et de nouveaux arrivent. « J'étais le membre numéro 14, et le groupe n'avait alors qu'un an », explique Jan van der Meij
La même année, Vitesse obtient un contrat d'enregistrement chez Reprise Records et sort son premier album, Vitesse. À cette époque, le groupe se compose de Herman van Boeyen, Herman Brood, Jan-Piet den Tex, Gerrit Veen et Ross Recardi. Peu après la sortie du premier album, Herman Brood retourne aux Blizzards nouvellement formés, mais continue peu après sous son propre nom. Il emmène avec lui le bassiste Gerrit Veen de Vitesse.
Après la séparation de Herman Brood and His Wild Romance, Herman van Boeyen essaye à nouveau de collaborer avec Brood. Mais cela échoue et Brood retire même le bassiste Peter van Straten du groupe, qui revient cependant après seulement deux jours. En 1980, le trio composé de Herman van Boeyen, Peter van Straten et Jan van der Meij publie l'album Live. Van Boeyen continue ensuite sans van Straten et, à la suite de divergences d'opinion, van der Meij quitte également le groupe. Van der Meij et van Straten fondent alors la formation Powerplay.
Après un nouvel album raté, Vitesse connaît enfin le succès en 1982. Avec Otto Cooymans, Rudy Englebert et Carl Carlton, les singles Rosalyn et Good Lookin' se distinguent et les albums Live in Germany et Incomplete Works and Other Hits atteignent respectivement la 19e et la 15e place du classement des albums néerlandais.
Ton Odijk, un ancien manager de groupe néerlandais, trouve en 2018 dans le sous-sol des studios Stable d'Arnhem, où Vitesse enregistrait presque tout, des archives très complètes contenant une sélection d'artistes néerlandais, dont Vitesse. Environ 80 chansons sont mises au jour, dont 20 avec Herman Brood. Parmi ces morceaux inédits, 19 sont sélectionnées pour l'album From the Stable (The Lost Tapes).
À l'occasion du 50e anniversaire de Vitesse, le groupe néerlandais Still Diggin' est à l'origine du Rockumentary Vitesse, qui est présenté sur scène en 2025. Des histoires personnelles d'anciens membres du groupe seront présentées et des images et du matériel audio rares de Still Diggin' seront accompagnés en direct par les chansons de Vitesse. La première est prévue pour le 30 mars 2025 à la Q-Factory d'Amsterdam. Outre le documentaire rock, un documentaire télévisé sur Vitesse couvrant la période de 1975 à 1985 devrait également voir le jour en 2025. Pour couvrir les coûts de ces deux projets, une initiative de financement participatif est notamment lancée. 

## Discographie

### Albums studio
- 1975 : Vitesse
- 1977 : Rendez-vous
- 1978 : Herman Brood in Vitesse
- 1978 : Out in the Country
- 1979 : Rock Invader
- 1980 : Live
- 1981 : Good News
- 1982 : Live in Germany (album live)
- 1984 : Vanity islands
- 1985 : Keepin' Me Alive
- 1992 : Back on Earth
- 2019 : From the Stable (The Lost Tapes)
- 2020 : Live at Rockpalast 1979 (CD-DVD)

### Compilation
- 1982 : Incomplete Works and other Hits (You Always Never Knew You Would Like to Know Already About With)
- 1985 : Het beste van
- 1997 : Best of Vitesse
- 1999 : Good Lookin’

### Singles
- 1976 : April Wind
- 1976 : Do You Wanna Dance
- 1977 : You Can’t Beat Me
- 1978 : Out in the Country
- 1978 : We’ll Do the Music Tonight
- 1979 : Rock and Roll Band ((36e du hitparade / (30e du Top 50 des Rundfunkvereins TROS, Holland)
- 1979: On the Run
- 1979: Running and Hiding
- 1980: Goin’ Up
- 1980: Whole Lot of Travellin’
- 1981 : Can’t Keep a Promise
- 1981 : Desire
- 1981 : Generator of Love
- 1982 : Rosalyn (16e du hitparade / 11edu Top 50 des Rundfunkvereins TROS, Holland)
- 1982 : Good Lookin’
- 1983 : All My Heart
- 1983 : Julia
- 1983 : Transit Lover
- 1984 : Highway Love
- 1984 : Keep Up
- 1984 : Vanity Islands
- 1985 : Keepin’ Me Alive
- 1985 : Lights in the Air
- 1985 : Spanish Heat
- 1985 : You Turn Me On
- 1986 : A Dirty Mind Is a Joy Forever
- 1987 : I Don’t Lose a Friend
- 1987 : Room to Move
- 1988 : The Risin’ Yen
- 1989 : Dancin’
- 1990 : Ever since I Met You
- 1992 : Happy
- 1993 : What Kind of Man (88e du hitparade)
- 1993 : Mrs. Everlast
- 1994 : All of the Time